# Henri Lefebvre
Henri Lefebvre (født 16. juni 1901, død 29. juni 1991) var en fransk marxistisk sociolog og filosof.
Lefebvre blev født i Hagetmau, Landes, Frankrig. Han læste filosofi ved Sorbonne universitet i Paris, og dimitterede i 1920. Fra 1930 til 1940 var Lefebvre professor i filosofi, og i 1940 meldte han sig til den franske modstandsbevægelse. Fra 1944 til 1949 var han direktør for la Radiodiffusion Française, et fransk radioselskab i Toulouse.
I 1962 blev Lefebvre professor i sociologi ved Université Strasbourg.
Lefebvre døde i 1991. I hans nekrolog skrev magasinet Radical Philosophy:
Den mest produktive af de fransk-marxistiske intellektuelle døde natten mellem den 28.-29. juni 1991, mindre end 14 dage efter sin 90-års fødselsdag. Igennem hans lange karriere er hans værker og arbejde kommet på og af mode adskillige gange og har influeret udviklingen af ikke bare filosofi, men også sociologi, geografi, statskundskab og litteraturkritik. (Kilde: www.radicalphilosophy.com Arkiveret 26. juni 2003 hos  Wayback Machine)